# Celama grisescens
Celama grisescens is een vlinder uit de familie van de visstaartjes (Nolidae). De wetenschappelijke naam van de soort is voor het eerst geldig gepubliceerd in 1907 door Bethune-Baker.